# 科爾夫冰隆
科爾夫冰隆（英語：Korff Ice Rise）是南極洲的冰隆，位於菲爾希納-龍尼冰棚西南部，長150公里、寬40公里，處於斯凱特雷恩冰隆東北面90公里，現時由南極條約體系管理。